# 库尔济约
库尔济约（法語：Courzieu，法語發音：[kuʁzjø]）是法国罗讷省的一个市镇，属于索恩河畔自由城区。

## 地理
库尔济约（45°44'34"N, 4°34'15"E）面积27.04 平方千米，位于法国奥弗涅-罗讷-阿尔卑斯大区罗讷省，该省份为法国中东部省份，北起顺时针与索恩-卢瓦尔省、安省、里昂大都会、伊泽尔省和卢瓦尔省接壤。
与库尔济约接壤的市镇（或旧市镇、城区）包括：舍维奈、圣热尼拉让蒂耶尔、贝斯奈、布吕雪、蒙罗芒、沃涅赖。

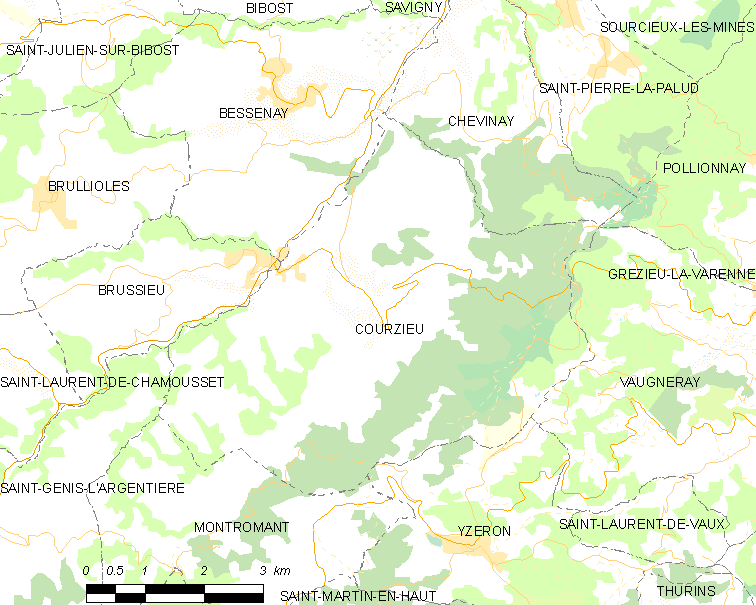
库尔济约的OSM定位图

库尔济约的时区为UTC+01:00、UTC+02:00（夏令时）。

## 行政
库尔济约的邮政编码为69690，INSEE市镇编码为69067。

## 政治
库尔济约所属的省级选区为拉尔布雷勒县。

## 人口

1962-2008年间库尔济约人口变化图示

库尔济约于2022年1月1日时的人口数量为1178人。